# برد پیتون
برد پیتون (انگلیسی: Brad Peyton؛ زادهٔ ۲۷ مهٔ ۱۹۷۸) یک کارگردان و تهیه‌کننده اهل کانادا است.
وی کارگردان فیلم‌هایی همچون؛ گربه‌ها و سگ‌ها: انتقام از کیتی گالور (۲۰۱۰)، سفر ۲: جزیره اسرارآمیز (۲۰۱۲)، سن آندریاس (۲۰۱۵)، حلول (۲۰۱۶)، رمپیج (۲۰۱۸) و اطلس (۲۰۲۳) بوده‌است.